# Сингулярное распределение
Сингулярное распределение (по отношению к мере {\displaystyle \mu }) — это распределение вероятностей, которое сосредоточено на множестве {\displaystyle M} таком, что {\displaystyle \mu (M)=0}. Однако часто используют более узкое определение, гласящее, что сингулярным называют распределение в пространстве {\displaystyle \mathbb {R} ^{n}}, сосредоточенное на множестве нулевой меры Лебега и приписывающее каждому одноточечному множеству нулевую вероятность. Важно отметить, что согласно общему определению любое дискретное распределение является сингулярным по отношению к мере Лебега, но в частном определении дискретные распределения выведены из множества сингулярных.
Для одномерного пространства также можно утверждать, что распределение сингулярно, если множество точек роста у функции распределения имеет нулевую меру.

## Свойства
Сингулярное распределение не может являться абсолютно непрерывным (по теореме Радона — Никодима).
Любое вероятностное распределение {\displaystyle F} может быть представлено в виде следующей суммы:
{\displaystyle F=pF_{s}+qF_{ac}},
где {\displaystyle \quad p\geqslant 0}, {\displaystyle q\geqslant 0}, {\displaystyle p+q=1}, распределение {\displaystyle F_{s}} — сингулярно по отношению к мере {\displaystyle \mu }, а распределение {\displaystyle F_{ac}} — абсолютно непрерывно по отношению к этой же мере.

## Примеры
Простейшим примером сингулярного распределения является распределение, сосредоточенное на канторовом множестве (его функцией распределения является лестница Кантора).
Более часто встречающимся в практических задачах сингулярным распределением является распределение случайных направлений в двухмерном евклидовом пространстве. Случайное направление соответствует единичному вектору, повёрнутому на случайный угол относительно вектора {\displaystyle (1,0)}. Выбор случайного направления равнозначен выбору случайной точки на единичной окружности, которая, в свою очередь, имеет нулевую площадь, следовательно, это распределение — сингулярно.